# Італійське вторгнення у Францію
Італійське вторгнення у Францію, також битва в Альпах (фр. Bataille des Alpes) або битва в Західних Альпах (італ. Battaglia delle Alpi Occidentali) — короткострокова кампанія Другої світової війни між військами Італії та Франції, що сталася з 10 по 21 червня 1940 року під час Французької кампанії.
Замислена Беніто Муссоліні, як велика переможна кампанія на загальному фоні краху Франції під ударами військ Вермахту, операція італійських військ в цілому провалилася. Хоча метою наступу визначалося опанування Західних Альп на території Франції та прилеглих земель до міста Ніцца, італійцям вдалося захопити лише незначні ділянки місцевості в прикордонній смузі.